# Wernstein am Inn
Wernstein am Inn é um município da Áustria localizado no distrito de Schärding, no estado de Alta Áustria.